# David Bischoff
David Frederick Bischoff (geboren am 15. Dezember 1951 in Washington, D.C.; gestorben am 19. März 2018 in Eugene, Oregon) war ein US-amerikanischer Science-Fiction-Autor.

## Leben
Bischoff studierte an der University of Maryland in Baltimore und machte 1973 seinen Abschluss. Anschließend arbeitete er für die Fernsehgesellschaft NBC in Washington. Seine erste SF-Kurzgeschichte, The Sky’s an Oyster; the Stars Are Pearls, erschien 1975 in der US-Ausgabe der deutschen SF-Serie Perry Rhodan. In der Folge erschienen Romane, darunter die Dragonstar-Serie (mit Thomas F. Monteleone, 1980 ff.) und zahlreiche Kurzgeschichten.
Bekannt wurde er aber vor allem durch seine Romanfassungen und Tie-ins zu Filmen, Fernsehserien und Computerspielen. Er schrieb das „Buch zum Film“ für
WarGames – Kriegsspiele (1983),
Ist sie nicht wunderbar? (1987),
Gremlins 2 (1988) und
Blob – Schrecken ohne Namen (1989).
Außerdem schrieb er Drehbücher zu Fernsehserien, namentlich zu Episoden von
Space Cops,
Raumschiff Enterprise – Das nächste Jahrhundert und
Die Astro-Dinos.
John Clute beschreibt ihn in der Encyclopedia of Science Fiction als vielseitigen und anpassungsfähigen Autor, was zugleich eine Kritik ausdrückt, insofern er ein eigenes Profil in den Arbeiten von Bischoff vermisst. Clute spricht in diesem Zusammenhang von „genialer aber unpersönlicher Geschicklichkeit“.
Für die Kurzgeschichte Tin Woodman (1976), die er zusammen mit Dennis R. Bailey geschrieben hatte, wurde er 1978 für den Nebula Award nominiert.
Bischoff lebte in Eugene (Oregon), wo er im März 2018 im Alter von 66 Jahren starb. Er hinterlässt einen Sohn.

## Bibliografie

### Serien
Die Serien sind nach dem Erscheinungsjahr des ersten Teils geordnet.
Nightworld
- Nightworld (1979)
- Vampires of Nightworld (1981)

Dragonstar (mit Thomas F. Monteleone)
- Dragonstar (1980)
  - Deutsch: Drachengestirn. Edition SF im Hohenheim Verlag, 1984, ISBN 3-8147-0039-2.
- Day of the Dragonstar (1983)
- Night of the Dragonstar (1985)
- Dragonstar Destiny (1989)

Star Fall
- Star Fall (1980)
- Star Spring (1982)

Time Machine
- Search for Dinosaurs (1984)
  - Deutsch: Im Lande der Ungeheuer. Übersetzt von Sabine Reinhardt-Jost. Franck, 1985, ISBN 3-440-05462-4. Neuausgabe: Saurier gesucht. Mit Zeichnungen von Doug Henderson und Alex Nino. Ravensburger Taschenbuch #1864. Maier, 1993, ISBN 3-473-51864-6.

Gaming Magi
- The Destiny Dice (1985)
- Wraith Board (1985)
- The Unicorn Gambit (1986)

Star Hounds
- The Infinite Battle (1985)
- Galactic Warriors (1985)
- The Macrocosmic Conflict (1986)

Gremlins
- The New Batch (1988)
  - Deutsch: Gremlins 2 : die Rückkehr der kleinen Monster. Roman zum Film von Steven Spielberg und Joe Dante. Übersetzt von W. M. Riegel. Goldmann TB #9968. Goldmann, 1990, ISBN 3-442-09968-4.

The UFO Conspiracy
- Abduction (1990)
  - Deutsch: Die UFO-Verschwörung Bd. 1: Entführt. Übersetzt von Jürgen Langowski. Heyne TB #10530. Heyne, 1998, ISBN 3-453-13114-2.
- Deception  (1991)
  - Deutsch: Die UFO-Verschwörung Bd. 2: Getäuscht. Übersetzt von Jürgen Langowski. Heyne TB #10531. Heyne, 1998, ISBN 3-453-13139-8.
- Revelation (1991)
  - Deutsch: Die UFO-Verschwörung Bd. 3: Enthüllt. Übersetzt von Jürgen Langowski. Heyne TB #10532. Heyne, 1998, ISBN 3-453-13161-4.

Bill, the Galactic Hero (mit Harry Harrison)
- Bill, the Galactic Hero on the Planet of Tasteless Pleasure (1991)
  - Deutsch: Die Welt der unaussprechlichen Wonnen. Übersetzt von Hilde Linnert. Heyne SF&F #5174. Heyne, 1995, ISBN 3-453-07976-0.
- Bill, the Galactic Hero on the Planet of Ten Thousand Bars (1991)
  - Deutsch: Die Welt der zehntausend Bars. Übersetzt von Hilde Linnert. Heyne SF&F #5175. Heyne, 1995, ISBN 3-453-07989-2.

Melvinge of the Megaverse (Daniel Pinkwater)
- Night of the Living Shark! (1991)

Mutants Amok
- Mutants Amok (1991)
- Mutant Hell (1991)
- Rebel Attack (1991)
- Holocaust Horror (1991)

Dr. Dimension
- Dr. Dimension (1993) with John DeChancie
- Masters of Spacetime (1994)

Raumschiff Enterprise – Das nächste Jahrhundert
- Grounded (1993)

Alien
- Genocide (1994)
- Aliens Omnibus Volume 2 (1996)

Aliens vs. Predator
- Hunter’s Planet (1994)
  - Deutsch: Aliens versus Predator Bd. 2: Der Planet des Jägers. Übersetzt von Michael Nagula. Panini, 2005, ISBN 3-8332-1218-7.
- Aliens vs Predator Omnibus (1995)

SeaQuest DSV
- SeaQuest DSV: The Ancient (1994)
  - Deutsch: Koloss aus der Tiefe. Übersetzt von Sabine Lorenz und Felix Seewöster. vgs, 1994, ISBN 3-8025-2292-3.

Space Precinct
- The Deity-Father (1995)
- Demon Wing (1995)
- Alien Island (1996)

The Crow
- A Murder of Crows (1998)
- Quoth the Crow (1998)
  - Deutsch: The Crow: Der Unsterbliche. Heyne Allgemeine Reihe #13135. Heyne, 2000, ISBN 3-453-16941-7.

Farscape
- Ship of Ghosts (2001)

### Romane
- The Seeker (1976)
- The Phantom of the Opera (1977)
- Forbidden World (1978)
- mit Dennis Russell Bailey: Tin Woodman (1979)
- Star Fall (1980)
  - Deutsch: Star fall. Übersetzt von Hans Maeter. Heyne SF&F #4339. Heyne, 1986, ISBN 3-453-31351-8.
- mit Charles Sheffield The Selkie (1982)
- Mandala (1983)
  - Deutsch: Mandala. Übersetzt von Hans Maeter. Heyne SF&F #4129. Heyne, 1984, ISBN 3-453-31103-5.
- Wargames (1983)
  - Deutsch: Wargames – Kriegsspiele. Buch zum Film nach einem Drehbuch von Lawrence Lasker und Walter F. Parkes. Übersetzt von Hans Maeter. Heyne #6199. Heyne, 1983, ISBN 3-453-01920-2.
- The Crunch Bunch (1985)
- A Personal Demon (1985)
- The Manhattan Project (1986)
- Some kind of wonderful (1987)
  - Deutsch: Ist sie nicht wunderbar! Buch zum Film von Howard Deutch. Übersetzt von Bodo Baumann. Bastei-Lübbe-Taschenbuch #10950. Bastei Lübbe 1987, ISBN 3-404-10950-3.
- The Blob (1989)
  - Deutsch: Der Blob : Schrecken ohne Gestalt. Das Buch zum Film. Übersetzt von Rosemarie Pinnow. Bastei-Lübbe-Taschenbuch #13192. Bastei Lübbe, 1988, ISBN 3-404-13192-4.
- mit Charles Sheffield: The Judas Cross (1994)
- Hackers (1995)
- Philip K. Dick High (2000)
- The Diplomatic Touch (2001)

### Drehbücher
Dinosaucers (mit Ted Pedersen)
- The Bone Ranger and Bronto (1987)

Raumschiff Enterprise: Das nächste Jahrhundert
- First Contact (1991)
- Tin Man (1990)

### Sammlung
- Tripping the Dark Fantastic (2000)

### Kurzgeschichten
1974
- The Most Dangerous Man in the World (in: Thrust, #4, January 1974; mit Christopher Lampton)
- Trial by Storm (in: Thrust, #5 1974; mit Christopher Lampton)

1975
- The Sky’s an Oyster; the Stars Are Pearls (1975, in: Perry Rhodan #66: The Horror)

1976
- Heavy Metal (in: Other Times, February 1976)
- Feeding Time (1976, in: Roger Elwood (Hrsg.): 50-Meter Monsters and Other Horrors; mit Christopher Lampton)
- Tin Woodman (in: Amazing Stories, December 1976; mit Dennis R. Bailey)

1977
- The Apprentice (in: Fantastic, February 1977)
- Top Hat (in: Fantastic, December 1977)

1978
- In Medias Res (in: Fantastic, April 1978)
- Cold Flower, Blooming (1978, in: Starwind, #5)
- Alone and Palely Loitering (1978, in: Roy Torgeson (Hrsg.): Chrysalis 3)
  - Deutsch: Blaß gelangweilt. In: Roy Torgeson (Hrsg.): Die verdorbene Frau. Moewig (Playboy Science Fiction #6720), 1981, ISBN 3-8118-6720-2.

1979
- All the Stage, a World (1979, in: Roy Torgeson (Hrsg.): Chrysalis 5)
  - Deutsch: Die ganze Bühne, eine Welt. In: Roy Torgeson (Hrsg.): Die große Weihe. Moewig (Playboy Science Fiction #6722), 1981, ISBN 3-8118-6722-9.

1980
- Outside (in: The Magazine of Fantasy & Science Fiction, April 1980)
  - Deutsch: Draußen. In: Manfred Kluge (Hrsg.): Das Zeitsyndikat. Heyne Science Fiction & Fantasy #3845, 1981, ISBN 3-453-30774-7.

1981
- The Way to the Heart (in: Rigel Science Fiction, #1 Summer 1981)

1982
- The Salesman (in: Rigel Science Fiction, #3 Winter 1982)
- Waterloo Sunset (1982, in: Victoria Schochet und Melissa Ann Singer (Hrsg.): The Berkley Showcase: New Writings in Science Fiction and Fantasy, Vol. 5)

1983
- The Warmth of the Stars (1983, in: Roy Torgeson (Hrsg.): Chrysalis 10)
- Wired (in: Omni, August 1983)

1984
- Copyright Infringement (1984, in: Thomas F. Monteleone (Hrsg.): R-A-M Random Access Messages of the Computer Age)

1989
- Cooking with Children (in: Pulphouse: The Hardback Magazine, Issue 5: Fall 1989)

1991
- Spare Change (1991, in: David B. Silva und Paul F. Olson (Hrsg.): Dead End: City Limits: An Anthology of Urban Fear)

1993
- High Concept (1993, in: Thomas F. Monteleone (Hrsg.): Borderlands 3)
- The Big Nap (1993, in: John Gregory Betancourt (Hrsg.): Swashbuckling Editor Stories)

1995
- Santa Ritual Abuse (in: The Magazine of Fantasy & Science Fiction, January 1995)
- Be Still My Heart: The Bartender’s Tale (1995, in: Kevin J. Anderson (Hrsg.): Tales from the Mos Eisley Cantina)
  - Deutsch: Brenne, mein Herz, für mich: Die Geschichte des Barkeepers. In: Kevin J. Anderson (Hrsg.): Sturm über Tatooine. Goldmann, 1997, ISBN 978-3-442-43599-9.

1996
- Brigbuffoon (1996, in: John DeChancie und Martin H. Greenberg (Hrsg.): Castle Fantastic)
- Fade (in: The Magazine of Fantasy & Science Fiction, August 1996)
- Cam Shaft (1996, in: Edward E. Kramer (Hrsg.): Children of Dracula)
- Vicious Wishes (1996, in: Jerry Oltion (Hrsg.): Buried Treasures: An Anthology of Unpublished Pulphouse Stories)

1997
- The Xaxrkling of J. Arnold Boysenberry (1997, in: Martin H. Greenberg und Larry Segriff (Hrsg.): First Contact)
- In the Bleak Mid-Solstice (in: The Magazine of Fantasy & Science Fiction, December 1997)

1998
- The S-Files (1998, in: Ed Gorman und Martin H. Greenberg (Hrsg.): The UFO Files)
- Tooth or Consequences (1998, in: Edward J. McFadden (Hrsg.): The Best of Pirate Writings: Tales of Fantasy, Mystery & Science Fiction)
- Bongoid (1998, in: Denise Little (Hrsg.): Alien Pets)

1999
- Joy to the World (in: The Magazine of Fantasy & Science Fiction, January 1999)
- A Ghost of a Chance (in: Realms of Fantasy, February 1999)
- Mushroom Tea (1999, in: Denise Little (Hrsg.): A Dangerous Magic)
- Sittin’ on the Dock (1999, in: Elizabeth Ann Scarborough (Hrsg.): Past Lives, Present Tense)

2000
- The Clandestine Phallusy (in: Fantastic Stories of the Imagination #19, Spring 2000)
- Rounded by a Sleep (2000, in: Denise Little (Hrsg.): Perchance to Dream)
- CD OM (2000, in: Elizabeth Engstrom (Hrsg.): Imagination Fully Dilated, Volume II)
- I Have No Blimp and I Must Dream (in: Aboriginal Science Fiction, Summer 2000)
- The Last Full Measure (2000, in: Martin H. Greenberg (Hrsg.): Civil War Fantastic)
- A Game of Swords (2000, in: John Helfers und Martin H. Greenberg (Hrsg.): Warrior Fantastic)
- May Oysters Have Legs (2000, in: Russell Davis und Martin H. Greenberg (Hrsg.): Mardi Gras Madness: Tales of Terror and Mayhem in New Orleans)

2001
- The Whiteviper Scrolls (2001, in: Martin H. Greenberg und John Helfers (Hrsg.): Villains Victorious)
- Mutant Mother from Hell: A „Fizz Smith“ Story (2001, in: Martin H. Greenberg und John Helfers (Hrsg.): The Mutant Files)

2002
- Books (2002, in: Greg Ketter (Hrsg.): Shelf Life: Fantastic Stories Celebrating Bookstores)
- The Sorcerer’s Apprentice’s Apprentice (2002, in: Martin H. Greenberg und Russell Davis (Hrsg.): Apprentice Fantastic)

2004
- Die, Christmas, Die! (2004, in: Martin H. Greenberg und Russell Davis (Hrsg.): Haunted Holidays)
- Lonesome Diesel (2004, in: Russell Davis (als David Cian) (Hrsg.): Transformers: Legends)
- Heathcliff’s Notes (2004, in: Denise Little (Hrsg.): Rotten Relations)

2005
- Fat Farm (2005, in: David Bischoff: Tripping the Dark Fantastic)
- Love After Death (2005, in: David Bischoff: Tripping the Dark Fantastic)
- Side Effects (2005, in: David Bischoff: Tripping the Dark Fantastic)
- Enter All Abandon, Ye Who Hope Here (2005, in: Martin H. Greenberg (Hrsg.): All Hell Breaking Loose)

2006
- Quoth the Screaming Chicken (2006, in: Denise Little (Hrsg.): The Magic Toybox)
- Further (2006, in: Jean Rabe und Brian M. Thomsen (Hrsg.): Furry Fantastic)

2007
- The Man Who Would Be Overlord (2007, in: Russell Davis und Martin H. Greenberg (Hrsg.): If I Were an Evil Overlord)

2012
- Hi Ted (2012, in: Theresa Dillon und Marc Ciccarone (Hrsg.): Night Terrors II: An Anthology of Horror)

### Anthologien
- Quest (1977)
- Strange Encounters (1977)